# Éjszaka Chilében
Az Éjszaka Chilében (Nocturno de Chile) Roberto Bolaño chilei szerző 2000-ben kiadott regénye. Magyarul 2010-ben jelent meg Scholz László fordításában. Ez az első magyarra lefordított regény Bolañótól.

## Rövid történet
|  | Alább a cselekmény részletei következnek! |

A ’60-as évek Chiléjében játszódó eseményeket Sebastián Urrutia Lacroix atya meséli el egyetlen éjszakás monológban. A 150 oldalas kisregénybe Bolaño a huszadik századi Chile társadalmi, politikai átalakulásának történetét sűrítette bele, pontosan azt a fordulatot adva gyújtópontnak, amikor Augusto Pinochet katonai puccsal átveszi a hatalmat. Ebben az időben a kínvallatások elől az értelmiségi kör jó része – Bolañót is beleértve – elmenekült az országból. Ebben a regényben Urrutia atyán keresztül Bolaño mégis „lejátszhatja” a soha létre nem jött találkozást, a túlélés és az erkölcs ütközése, az esendő ember életének töréspontjainak be- és felismerése. Urrutia atya, ahogy maga Bolaño is, költő. Ám a bennük élő költő nem elég a fennmaradáshoz, így Urrutia fő foglalkozásaként kritikus, Bolaño pedig regényeket kezdett írni megélhetési forrásként a költemények helyett és mellett.
A regényt át-átszövik a mozgalmas, életteli anekdoták, tipikus dél-amerikai környezetet ismerhetünk meg, ahol a világ egy fülledt, velejéig romlott, ám mégis megbocsátóan rossz közeg. Borgesen kívül Márquez elbeszélőtechnikája is visszaköszön, nagyszerűen.
Fontos szerepet kap a regényben (az olvasók számára A Da Vinci-kódból ismert) Opus Dei, amelynek Urrutia atya is tagja a maga liberális módján és hozzáállásával. Az Opus Deit Madridban alapították 1928-ban, a szervezet a katolikus egyház része 1951 óta. A szervezet meghirdetett célja a tagjai, követői részére a keresztény szellemiség, a katolicizmus erősítése saját hivatásbeli munkával, a családi és a társadalmi életben végzett szerepvállalással.
|  | Itt a vége a cselekmény részletezésének! |

## Magyarul
- Éjszaka Chilében; ford. Scholz László; Európa, Bp., 2010